# 도널드 그레이 메모리얼 컵
도널드 그레이 메모리얼 컵(영어: Donald Gray Memorial Cup은 뉴질랜드 사우스랜드 에서 열리는 최고의 남자 축구 대회이다. Footbal 아래, 수우스랜드 디비전 1 위에 위치한다

틀:도널드 그레이 메모리얼 컵